# Bình Xuyên
El Binh Xuyen fue una hermandad vietnamita fundada en la década de 1920. El Binh Xuyen desempeñó un papel importante durante la descolonización y el inicio de la Guerra de Vietnam.

## Historia
La cofradía Binh Xuyen tomó su nombre de un grupo de pueblos situados al sur de Cholón, una ciudad con una gran comunidad china que se había convertido en un distrito periférico de Saigón. Sus miembros se llamaban hermanos y seguían un estricto código de honor. 
La hermandad mantenía unas relaciones complejas con las autoridades coloniales francesas. Una buena parte de sus actividades eran ilegales, como el control del tráfico fluvial, el juego ilegal clandestino y el proxenetismo. 
El grupo Binh Xuyen se toleraba porque se le consideraba como un estabilizador social, aunque corrompía e infiltraba a la administración y a la policía. Durante los escasos períodos de represión policial, la hermandad se refugiaba en el manglar de Can Gio, situado a unos 40 kilómetros de la antigua Saigón. 
Durante la Segunda Guerra Mundial, la hermandad Binh Xuyen comerció con los imperialistas japoneses que invadieron la Indochina francesa. 
En Indochina, después de la guerra, la hermandad mantuvo vínculos con comunistas y nacionalistas, incluidas la religión Cao Dai y el movimiento religioso budista Hòa Hảo, sin romper con los imperialistas franceses. 
En 1948, se puso del lado del emperador Bảo Đại. El fin del monopolio del opio (comercio legal controlado por el estado francés) fue para el Binh Xuyen una oportunidad de desarrollarse y enriquecerse considerablemente. La hermandad creó una potente red de distribución, con fumaderos de opio y puntos de venta. 
El Ejército francés se alió en secreto con la cofradía para vender el opio producido por sus aliados del pueblo Hmong y asegurarse así una fuente de financiación. Los franceses financiaban operaciones antiguerrilla. El Binh Xuyen aseguraba la protección de la vieja Saigón a cambio de controlar el tráfico de opio en su área metropolitana. 
La hermandad apoyaba a los franceses en su lucha contra los separatistas del Partido Comunista de Vietnam del camarada Ho Chi Minh. La cofradía Binh Xuyen tenía el apoyo del emperador Bảo Đại.
La hermandad se convirtió en una milicia armada que apoyaba a los franceses, pero que actuaba de forma independiente y en beneficio de sus propios intereses. 
Los estadounidenses veían a estas milicias con malos ojos, y tras la salida de los franceses y la marginación del emperador Bao Dai, el Primer ministro y posterior presidente de Vietnam del Sur Ngô Đình Diệm decidió eliminarlas. 
Diêm primero intentó obtener el apoyo de los grupos Hòa Hảo y Cao Dai, que también contaban con milicias armadas, pero estas permanecieron unidas a la hermandad Binh Xuyen. 
Después de varias escaramuzas, Diêm, asesorado por agentes de la CIA, lanzó una ofensiva en abril de 1955, utilizando los vehículos blindados de combate y la artillería del Ejército Nacional Vietnamita (ENV) así fue como comenzaron los sangrientos combates en la antigua Saigón, en particular alrededor del puente que conectaba la antigua ciudad con el distrito de Cholón, donde estaba atrincherada la hermandad.
El 5 de mayo, las milicias del Binh Xuyen fueron derrotadas y el presidente Diêm obtuvo la tan preciada victoria, pero los combates urbanos fueron mortales y destructivos, con unas 500 víctimas, a todo ello hay que sumar a unas 20.000 personas desplazadas que se quedaron sin hogar. Los combates continuaron en el manglar de Can Gio, el tradicional refugio de la cofradía, hasta su derrota definitiva en 1956 y la posterior huida a Francia de su comandante militar, Bay Vien.